# Merzenacker

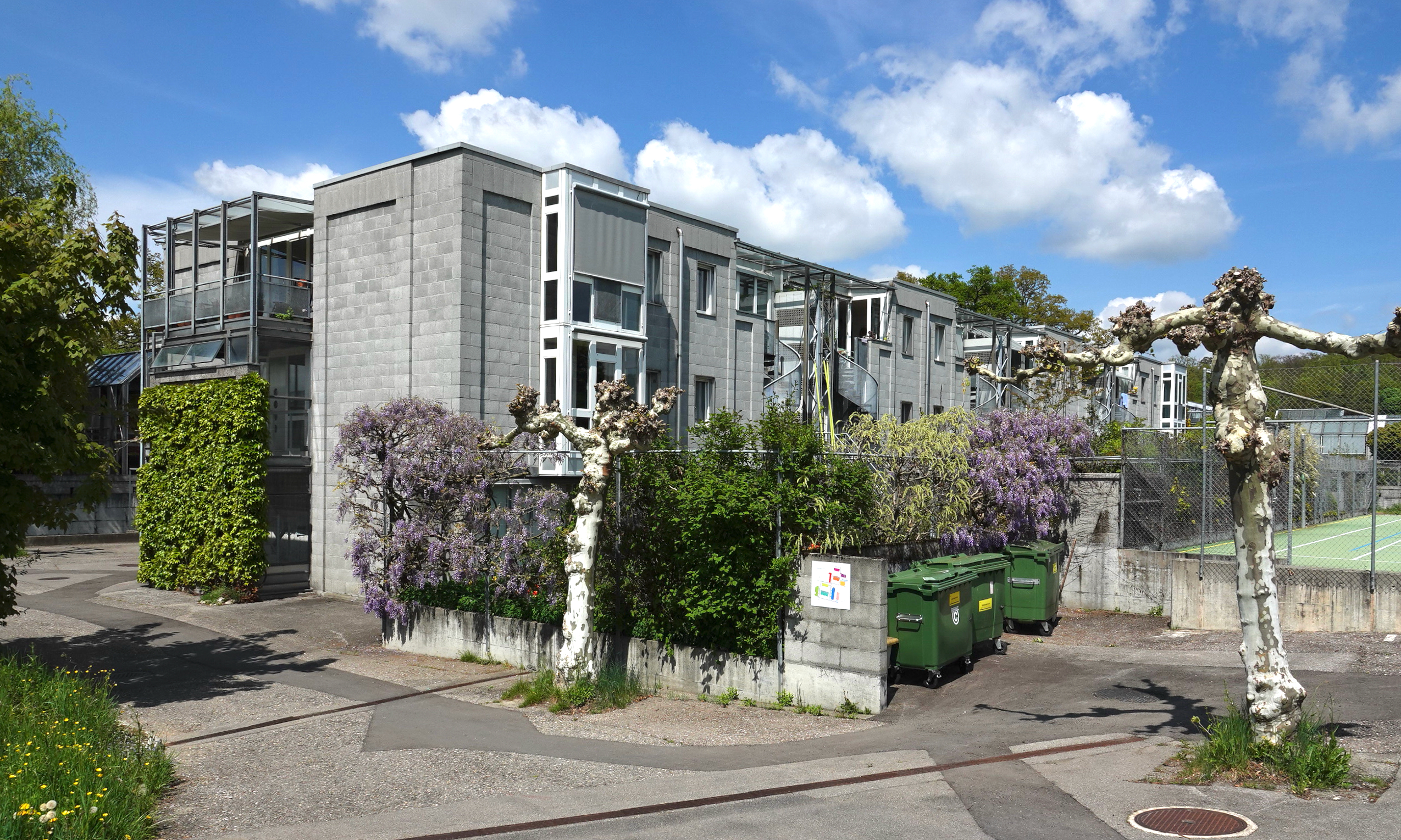
Siedlung Merzenacker (2025)

Merzenacker ist ein gebräuchliches Quartier im statistischen Bezirk 22 Schosshalde, des Stadtteils IV, Kirchenfeld-Schosshalde. Es grenzt an die Quartiere Zentrum Paul Klee, Schosshaldenwald/Friedhof, Solacher/Melchenbühl und Wittigkofen. Im Osten bildet es die Stadtgrenze von Bern zu Ostermundigen.
Im Jahr 2022 lebten im Quartier 531 Personen, davon 420 Schweizer und 111 Ausländer.
Im Westen befinden sich Felder und Wiesen, die Wohnbebauung im Osten besteht aus einer Siedlung mit Mehrfamilien-Reihenhäusern. Der südliche Teil wurde 1974 bis 1984 geplant und 1983 bis 1987 gebaut. arb Architekten zeichneten dafür verantwortlich. Im Norden schliessen sich weitere Wohngebäude an.
Die städtische Buslinie 28 verbindet mit Ostermundigen bzw. den Bahnhöfen Wankdorf und Weissenbühl.